# Atlético Cajazeirense de Desportos
O Atlético Cajazeirense de Desportos também conhecido por Atlético de Cajazeiras ou Atlético Cajazeirense é uma agremiação esportiva de Cajazeiras, no estado da Paraíba, criada em 3 de julho de 1948.
Foi campeão da primeira divisão do Campeonato Paraibano em 2002. Contra o Sousa Esporte Clube, realiza o Clássico do Sertão.

## História

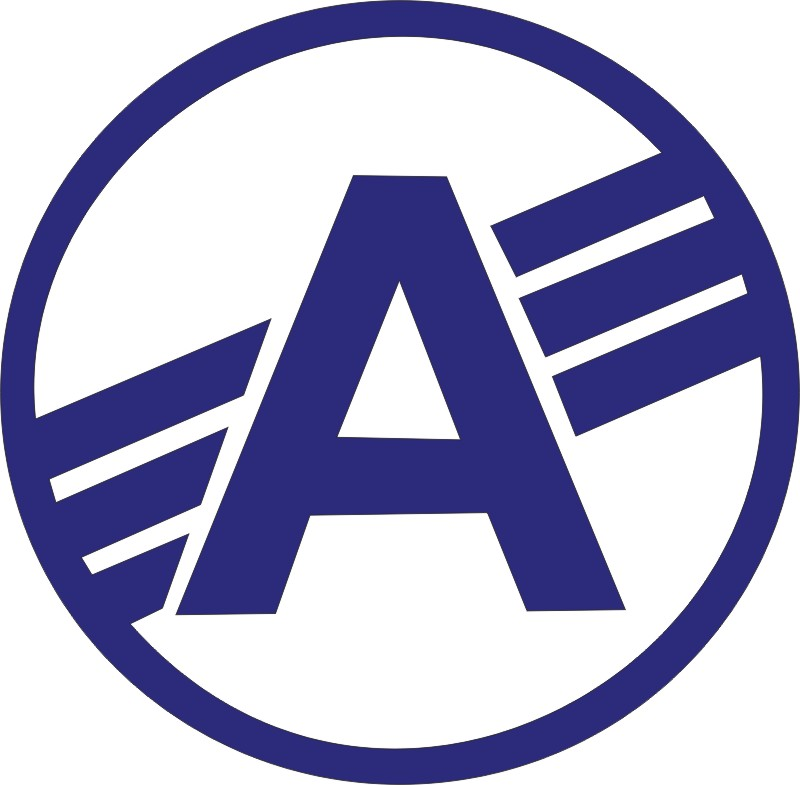
Escudo antigo do clube.

No dia 3 de julho de 1948, um grupo de desportistas reuniu-se as margens da BR-230, sob o comando do senhor Higino Pires Ferreira, com o objetivo de definirem a criação de um clube de futebol. Na pauta, a proposta de fusão entre a equipe do Botafogo FC, do Sr. Emi Maciel, e o clube Oratório Festivo Salesiano, um dos principais clubes sociais da região na época. Após alguns entendimentos, definiram para a data de 21 de julho daquele mesmo ano a fundação do Atlético Cajazeirense de Desportos.
Em 1984, o então governador da Paraíba, Wilson Braga, alugou à Cajazeiras o Nacional de Cabedelo com o objetivo de recolocar a cidade no cenário futebolístico do Estado. Nesta época, vários jogadores do Atlético conseguiram ingressar no elenco do Nacional. Em 1990, com o fim do contrato, os diretores do alvi-celeste decidiram profissionalizar a equipe para a disputa da Copa Integração.
Em 1991, o Atlético sagrou-se vice-campeão da competição, garantindo vaga no Campeonato Paraibano de profissionais, a partir de 1992. Sagrou-se campeão estadual em 2002, em decorrência da desistência do Campinense em disputar a partida e por conta da vitória do Botafogo sobre o Treze. Em 2003, tornou-se o primeiro time cajazeirense a ter um artilheiro do estadual (Paulinho Guerreiro: 17 gols).
Depois de 2003, o Trovão Azul viveu altos e baixos, culminando com seu rebaixamento no Campeonato Paraibano de 2008. Foi vice-campeão da Segunda Divisão de 2009, ocasião em que realizou a maior goleada da divisão de acesso do estado: Perilima 1-9 Atlético-PB, 27 de Junho de 2009. Com a nova queda no Paraibano de 2010, o Atlético então resolveu pedir afastamento das competições, retornando apenas em 2012 para disputar a 2ª Divisão desse mesmo ano, tornando-se campeão da segunda divisão pela primeira vez.
Voltando a disputar a primeira divisão em 2013, o Atlético fez uma campanha regular no 1.º turno, terminando em 4.º lugar, mas assegurando o seu lugar na 1.ª divisão de 2014. Já no segundo turno, o Atlético fez uma boa campanha, terminando em 3.º lugar.
Em 2015, na primeira fase do paraibano ficou na 7.ª posição com 19 pontos atingido, sendo assim eliminado da competição naquele ano.
Na edição de 2016, o trovão azul do sertão, acabou ficando em último no seu  grupo, assim sendo com apenas 5 pontos conquistados. Assim foi para o "Quadrangular do descenso", ondem ficou em 2.º lugar, garantindo sua vaga para o paraibano de 2017.
No paraibano de 2017, o Atlético de Cajazeiras fez uma bela campanha, sendo o 4.º colocado na primeira fase, e se classificando para as semifinais. Já na semifinais, acabou caindo para o Botafogo-PB, por 4 a 0 para o Belo no Perpetão, e 1 a 0 para o Belo lá no Almeidão, assim fechou sua participação no paraibano 2017.
No paraibano de 2018, acabou em 4.º no grupo, que tinha o Treze, Desportiva, Serrano, CSP. Assim foi para o grupo da morte que também tinha o Auto Esporte, Nacional de Patos, e Desportiva.
Na 5.ª rodada antes da última, o Atlético tinha conseguido confirmar sua vaga na primeira divisão de 2019. Após vencer a Desportiva por 3 a 0.
Na última rodada do "quadrangular da morte", o Atlético perde no Perpetão para o Auto Esporte por placar mínimo de 1 a 0. Assim encerrando a participação no Campeonato Paraibano 2018.
No Paraibano de 2019, o Atlético fez uma ótima campanha, terminando em 3.º na classificação final, foi eliminado após perder na semifinal na disputa de pênaltis para o Campinense-PB, depois de dois empates consecutivos de 1 a 1. Terminado em 3.º lugar, assim o Atlético se classificou para a Série D de 2020.
Dando início as competições da temporada de 2020, o trovão-azul do sertão disputou, em dia 22 de janeiro, a primeira partida pela elite do futebol paraibano, numa partida realizada contra o Nacional de Patos, saindo-se vitorioso com o placar de 2 a 0.
Teve que anunciar de forma obrigatória, em dia 20 de março de 2020, a suspensão das atividades pela ocorrência de uma pandemia do Covid-19.
O Azulino foi rebaixado para a segunda divisão do Campeonato Paraibano Pixbet 2022 com uma rodada de antecedência, após derrota fora de casa contra o Auto Esporte por 1 a 0.
Em 2023, o clube foi campeão da Segunda Divisão Paraibano após vencer o Pombal por 1 a 0.
Em 2024, O Tribunal de Justiça Desportiva de Futebol da Paraíba (TJDF-PB) condenou no dia 23 de fevereiro, O Atlético Cajazeirense, a perder 13 pontos no Campeonato Paraibano por escalar 3 jogos do campeonato de maneira irregular, o jogador Pedro Bahia, além da perda de pontos, uma multa de R$ 3 mil reais. Com isso, o Atlético Cajazeirense acabou caindo para a segunda divisão do Campeonato Paraibano e o jogador, Pedro Bahia, foi dispensado do clube.

## Títulos
| Estaduais | Estaduais                              | Estaduais | Estaduais   |
|           | Competição                             | Títulos   | Temporadas  |
| --------- | -------------------------------------- | --------- | ----------- |
|           | Campeonato Paraibano                   | 1         | 2002        |
|           | Campeonato Paraibano - Segunda Divisão | 2         | 2012 e 2023 |

 Campeão Invicto
| Campanhas de Destaque                                             | Campanhas de Destaque | Campanhas de Destaque |
| Competição                                                        | Quantidade            | Ano(s)                |
| ----------------------------------------------------------------- | --------------------- | --------------------- |
| Vice-Campeão do Campeonato Paraibano de Futebol                   | 3                     | 1994, 2003 e 2007.    |
| Vice-Campeão do Campeonato Paraibano de Futebol - Segunda Divisão | 2                     | 1991 e 2009.          |

## Estatísticas

### Participações
|  | Participações em 2020 |

| Competição | Competição           | Temporadas | Melhor campanha       | Estreia | Última | P | R |
| Paraíba    | Campeonato Paraibano | 29         | Campeão (2002)        | 1992    | 2024   |   | 2 |
| Paraíba    | Segunda Divisão      | 5          | Campeão (2012)        | 1991    | 2025   | 4 |   |
| Brasil     | Série C              | 3          | 23º colocado (2007)   | 2001    | 2007   | – | – |
| Brasil     | Série D              | 1          | 44º colocado (2020)   | 2020    | 2020   | – |   |
| Brasil     | Copa do Brasil       | 2          | 1ª fase (2003 e 2004) | 2003    | 2004   |   |   |

### Temporadas
Legenda:
| Campeão Vice-campeão Eliminado na semifinal. | Rebaixado à divisão inferior. Campeão e promovido à divisão superior Promovido à divisão superior. |

### Retrospecto em competições oficiais
Última atualização: Série D de 2020.
| Competição | Competição | Temporadas | Títulos | Pts. | J  | V | E | D  | GP | GC |
| ---------- | ---------- | ---------- | ------- | ---- | -- | - | - | -- | -- | -- |
| Brasil     | Série C    | 3          | —       | 27   | 28 | 7 | 6 | 15 | 33 | 46 |
| Brasil     | Série D    | 1          | —       | 16   | 14 | 5 | 1 | 8  | 17 | 21 |

### Artilheiros por ano
| Jogador                           | Ano  | Gols |
| --------------------------------- | ---- | ---- |
| Júnior Mineiro                    | 2014 | 14   |
| Cleiton Cearense                  | 2015 | 7    |
| Jone Chulapa, Douglas Fábio Silva | 2016 | 3    |
| Mosquito                          | 2017 | 6    |
| Cleitinho, Aleff, Bruno           | 2018 | 3    |
| Bruno                             | 2019 | 6    |
| Bruno                             | 2020 | 7    |